# Kerstin Johansson (lärare)
Irene Kerstin Johansson, född 7 september 1951, är en svensk lärare, journalist och tolk mellan svenska och meänkieli.
Kerstin Johansson är uppvuxen i Tornedalen och studerade vid Stockholms universitet. Hon är sedan 1991 åter bosatt i Tornedalen och har arbetat med att stärka tornedalsfinskan som eget språk. Hon har varit ordförande för Svenska Tornedalingars Riksförbund - Tornionlaaksolaiset och redaktör för dess tidskrift METavisi. Hon undervisar i meänkieli på Tornedalens folkhögskola och bor i Kangos i Pajala kommun.

## Utmärkelser
Kerstin Johansson fick Johan Nordlander-sällskapets kulturpris 2011.